# Jürgen Brandt (Jurist)
Jürgen Brandt (* 26. September 1953) ist ein deutscher Jurist. Er war von 2000 bis 2019 Richter am Bundesfinanzhof.

## Leben und Wirken
Brandt trat nach Abschluss seiner juristischen Ausbildung in den Justizdienst des Landes Nordrhein-Westfalen ein und war zunächst als Richter an den Verwaltungsgerichten Düsseldorf und Köln tätig. Anfang 1989 wechselte er an das Finanzgericht Düsseldorf. Von 1989 bis 1991 war er als wissenschaftlicher Mitarbeiter an den Bundesfinanzhof abgeordnet. Von 1993 bis 1995 folgte eine Abordnung an das Bundesministerium der Justiz.
Nach seiner Ernennung zum Richter am Bundesfinanzhof im Januar 2000 wies das Präsidium Brandt dem mit der Besteuerung von Einzelgewerbetreibenden und der Rentenbesteuerung befassten X. Senat zu. Knapp zwei Jahre später wechselte er in den vorwiegend für die Besteuerung von Einkünften aus Vermietung und Verpachtung, von sonstigen Einkünften und die Eigenheimzulage zuständigen IX. Senat und Anfang 2008 in den VIII. Senat, der vornehmlich für Einkünfte aus selbständiger Tätigkeit und aus Kapitalvermögen zuständig ist. Brandt trat am 30. April 2019 in den Ruhestand.
Brandt ist Präsident des Deutschen Finanzgerichtstags e. V. sowie Lehrbeauftragter für das Fachgebiet Steuerrecht an der Bergischen Universität Wuppertal.